# Линкольнский колледж (Линкольншир)
Линкольнский колледж (англ. Lincoln College) — колледж дополнительного образования, расположенный в городе Линкольн (Великобритания).
Основная территория колледжа находится на Монкс-роуд (B1308), а именно к северу и к югу от Линдум-Хилл (A15). Ранее он был известен как Линкольнский технологический колледж и являлся одним из мест расположения колледжа Северного Линкольншира.

## История
Ранее колледж был известен как Технический колледж Линкольна. Его здание было построено на Кафедрал-стрит в 1932 году.
В начале 1970-х годов он стал Линкольнским технологическим колледжем, который в то время находился в ведении Комитета по образованию города Линкольн. В середине 1980-х годов в колледже была запущена программа стипендий для инженеров-техников (Technician Engineering Scholarship Scheme, TESS), финансируемая Советом по подготовке кадров для машиностроительной промышленности.
Колледж Северного Линкольншира (с 1989 года известен как NLC) был создан 1 сентября 1987 года Советом графства Линкольншир в результате объединения колледжа Линкольна с колледжем дополнительного образования Гейнсборо и частью центра дополнительного образования Лута.
До 1993 года его штаб-квартира располагалась на Кафедрал-стрит. В начале 1990-х годов он предлагал дипломы о высшем и среднем образовании в области бизнес-исследований, электроники и компьютерных исследований совместно с Университетом Ноттингем Трент, став ассоциированным колледжем в 1994 году. В 1997 году директор колледжа, Аллан Криз, в своем выступлении в Ассоциации колледжей раскритиковал способы финансирования со стороны Совета по финансированию дополнительного образования в Англии (FEFC), где деньги выделялись по количеству учащихся в колледже, а сотрудники получали меньшую зарплату, чем в школе.
В конце 1990-х годов был создан Линкольнский университет, в состав которого вошёл колледж искусств Линкольна, и который предлагал курсы, аналогичные курсам колледжа, но университет был полностью достроен только в середине 2000-х годов. В конце 1990-х годов в колледже обучалось около 15 000 студентов, а к 2001 году — более 20 000.
Вскоре после этого он сменил название на Линкольнский колледж, не в последнюю очередь потому, что северный Линкольншир в то время был районом, не охваченным колледжем. С 2010 года его финансировал Совет по обучению и навыкам East Midlands (LSC), расположенный в Лестере, хотя местный офис LSC находился неподалеку, на Кингсли Роуд в Норт-Хайкеме.
В 2006 году колледж Линкольна приобрел участок бывшего магазина мелкооптового магазина Tradex. Колледж построил на нём многофункциональное здание «Knights building» для занятий драматическим искусством и музыкой. Новое здание соответствует последнему слову техники и включает театр, студии звукозаписи и репетиционные помещения. Проект был завершён к началу 2007—2008 учебного года.

### Линкольнская школа
Часть колледжа, здание Гибни, находится на месте бывшей городской Линкольнской технической школы, которая на некоторое время стала штаб-квартирой Линкольнского археологического треста в начале 1970-х годов
С ноября 1940 года мальчики из школы Баблэйк в Ковентри были эвакуированы в городскую школу Линкольна на два с половиной года. Девочки из школы Баблэйк были эвакуированы в среднюю школу для девочек в Саут-Парке (сейчас Priory LSST). Грамматическая школа Раундхей была эвакуирована в школу Линкольна (ныне LCHS) на Рэгби-роуд.
В 1960-х годах в школе училось около 600 мальчиков. У бывших учеников этой школы есть своя Ассоциация городской школы Линкольна.

## Филиалы
Колледж также имеет филиалы в Гейнсборо, а также в Ньюарк-он-Трент в Ноттингемшире (после слияния с бывшим колледжем Ньюарк и Шервуд в 2007 году). Филиалы называются «Гейнсборский колледж» и «Ньюаркский колледж» соответственно.
В трёх филиалах колледжа обучается более 11 000 студентов, что делает его одним из крупнейших учебных заведений в графстве Линкольншир. Колледж закрыл свой небольшой четвёртый кампус в Луте (Линкольншир), в 2005 г.

## Здания
Восемь различных зданий расположены на основной территории Линкольнского колледжа, в том числе здания Аббатства, Гибни, Сессий, Епископов и Собора. В здании Епископов (англ. Bishops Building), расположенном в задней части территории колледжа, находится технологическая школа. Здесь проводятся курсы по электронике, включая курс электротехники и электроники BTEC National Diploma.

## Учебная программа
Программа автомобильных технологий в Колледже Линкольна включает обучение по топливным системам, электрическим системам, диагностике вождения и трансмиссии, а также методам установки, ремонта и обслуживания автомобилей. Есть курсы высшего образования в области вычислительной техники Высшие национальные дипломы по Интернету и компьютерным наукам и NVQ по управлению логистическими операциями. Преподаватели сертифицированы по программе Automotive Service of Excellence (ASE)[4]. Колледж имеет связи с университетами, включая Линкольнский университет и Университет Ноттингем Трент.

## Выпускники
- Джейсон Брэдбери — телеведущий, комик и детский писатель. Ведущий шоу «Круче не придумаешь»;
- Карен Ли[англ.] — бывший член парламента[англ.]* от Линкольна.

### Городская гимназия
- Фрэнсис Хилл[англ.] — ректор Ноттингемского университета с 1972 по 1978 гг.;
- Гарри Хоптроу — Бригадир, директор отдела укреплений и работ Военного министерства[англ.] в 1943—1945 гг.;
- Денис Фоллоуз[англ.] CBE, председатель Британской олимпийской ассоциации с 1977 по 1983 годы и президент Национального союза студентов[англ.] с 1930 по 1932 годы;
- Герман Артур Ян, профессор прикладной математики с 1949 по 1972 годы в Саутгемптонском университете, который вместе с Эдвардом Теллером открыл эффект Яна-Теллера в 1908—1915 гг.;
- Фрэнк Роуз[англ.], химик, руководитель исследований с 1954 по 1971 годы фармацевтического подразделения ICI, где он разработал Сульфамеразин[англ.], а также разработал противомалярийный препарат Палудрин[англ.] во время Второй мировой войны;
- Джон Харрис, зоолог и вице-канцлер[англ.] Бристольского университета с 1966 по 1968 гг.;
- Фрэнк Скримшоу, генеральный директор по исследованиям и разработкам в области электроники с 1967 по 1972 год в Министерстве технологии[англ.];
- Фрэнк Пантон[англ.], директор части британского проекта ракеты «Полярис[англ.]» и директор с 1980 по 1983 год Королевского научно-исследовательского и конструкторского института вооружений[англ.];
- Джон Уилсон, бывший в 1970-х годах начальником специального отдела столичной полиции в 1938—1945 годах (его отец был директором школы)[15];
- Рональд Белл, профессор, генеральный директор ADAS[англ.] с 1984 по 1989 годы, главный научный советник Министерства сельского хозяйства, рыболовства и продовольствия[англ.], президент Британского совета по растениеводству[англ.] с 1985 по 1989 годы, директор Национального института сельскохозяйственной инженерии с 1977 по 1984 годы (NIAE, закрыт в 2006 году) в Силсое[англ.] 1941—1948 гг.;
- Тони Уортингтон[англ.], член парламента[англ.]* от лейбористов с 1987 по 2005 годы от Клайдбанка и Милнгави[англ.] в 1953—1960 гг[16];
- Дэвид Фаулер, профессор, научный директор по биогеохимии в Центре экологии и гидрологии[англ.] в Эдинбурге с 2003 года;
- Кевин Кокс, бывший президент биотехнологической компании Avecia[англ.].